# János Kádár
János József Kádár, rojen kot János József Czermanik, madžarski komunistični politik, * 26. maj 1912, Reka, Avstro-Ogrska, † 6. julij 1989, Budimpešta, Madžarska.
Vodil je madžarsko družbeno stranko in bil generalni sekretar madžarske družbene skupnosti, kjer je služil 32 let. Zaradi poslabšanja zdravstvenega stanja je leta 1988 zapustil funkcijo voditelja države ter se upokojil in umrl leto pozneje, leta 1989.        
Kádár se je rodil v revščini, materi samohranilki. Po nekaj letih življenja na podeželju sta se Kádár in njegova mati preselila v Budimpešto. Kmalu se je pridružil komunistični partiji v madžarski mladinski organizaciji KIMSZ in postal vidna osebnost komunistične partije pred letom 1939, sčasoma pa je postal tudi prvi sekretar. Kot vodja je hotel stranko preimenovati v stranko miru, vendar nova stranka ni mogla pridobiti velike podpore javnosti. 
Po drugi svetovni vojni je s sovjetsko podporo komunistična partija prevzela oblast na Madžarskem. Kádár se je povzpel po partijskih vrstah, od leta 1948 do 1950 je bil notranji minister. Leta 1951 ga je zaprla vlada Mátyása Rákosija, vendar ga je leta 1954 izpustil reformistični premier Imre Nagy. Kádár je 25. oktobra 1956 med madžarsko revolucijo zamenjal Ernőja Gerőja na mestu generalnega sekretarja partije, ki je sodeloval v Nagyjevi revolucionarni vladi. Vendar je teden dni pozneje prekinil z Nagyjem zaradi njegove odločitve, da se umakne iz Varšavskega pakta. Po sovjetskem posredovanju je bil Kádár izbran za vodenje države. Kádár je vladal obdobju velike politične represije, ukazal je usmrtiti številne revolucionarje (vključno z Nagyjem in njegovimi tesnimi sodelavci) in v koncentracijska taborišča zapreti številne druge. Postopoma je svojo nasilno vladavino umiril in leta 1963 dovolil iz taborišč izpustiti preostale zapornike iz tega obdobja.  
Kot vodja Madžarske je Kádár poskušal liberalizirati madžarsko gospodarstvo z večjim poudarkom na potrošniških dobrinah, kar bi postalo znano kot golaški komunizem. Zaradi razmeroma visokega življenjskega standarda, manj kršitev človekovih pravic in bolj sproščenih omejitev potovanj kot v drugih državah vzhodnega bloka je Madžarska med hladno vojno na splošno veljala za najbolj primerno državo v vzhodnem bloku. Kádárja je na mestu generalnega sekretarja 22. maja 1988 nasledil Károly Grósz. Grósz je zaradi padca komunizma v Evropi leta 1989 na tem položaju služil le eno leto. 
Ko je bil na čelu Madžarske, si je Kádár prizadeval za izboljšanje življenjskega standarda. Kádár je povečal mednarodno trgovino z nekomunističnimi državami, zlasti zahodnoevropskimi. Kádárjeva politika se je razlikovala od politik drugih komunističnih diktatorjev, kot sta bila Nicolae Ceaușescu ali Enver Hoxha, ki so prakticirali bolj ortodoksno interpretacijo marksizma-leninizma. Kádárjevo reformistično politiko je konservativno vodstvo Leonida Brežnjeva v Sovjetski zvezi gledalo z nezaupanjem. Kádárjeva zapuščina ostaja sporna, vendar je nostalgija po Kádárjevem obdobju še vedno razširjena na Madžarskem. Anketa iz leta 2020, ki so jo izvedle politične rešitve, je pokazala, da 54 odstotkov ljudi meni, da je večina imela boljše življenje pod Kádárjevim vodstvom, v nasprotju z 31 odstotki, ki se s to trditvijo ne strinjajo.

## Zgodnje življenje
Rodil se je 26. maja 1912 na Reki v takratni Avstro-Ogrski, kjer je tudi odraščal. Pri 17 letih je postal precizni mehanik in sindikalni aktivist. Podzemnemu komunističnemu gibanju se je pridružil leta 1931, njegovo delovanje v ilegalni komunistični partiji pa je povzročilo, da je so ga aretirali in zaprli. Po izpustitvi iz zapora je pokazal določen talent za organiziranje. Leta 1943 je bil član Centralnega komiteja, ki se je odločil preoblikovati stranko komunistov Madžarske v stranko miru, pri čemer je razpad Kominterne razumel dobesedno. 
Leta 1945 je bil Kádár eden od upnikov madžarske stranke in je imel visoke položaje: član političnega urada, namestnik generalnega sekretarja, minister za notranje zadeve, šef tajne policije AVH (1948-1951).
Znotraj Madžarske delavske stranke je služil stalinistični politiki Mátyása Rákosija in ni kritiziral obtožnice, sojenja in usmrtitve svojega tovariša in prijatelja Lászla Rajka, ki je bil pred njim v ministrstvu za notranje zadeve. Aktiven je bil v času politike represije, osebno se je udeležil nekaterih zaslišanj. Ker je bil osumljen titoizma, je bil sam zaprt zaradi sodelovanja v centralnem komiteju leta 1943 in njegove odločitve o razpustitvi. Potem, ko je komunistična partija leta 1946 prevzela oblast na Madžarskem, je Kádár napredoval v partijskih vrstah. 
Leta 1956 je bil eden najvidnejših madžarskih politikov v madžarski revoluciji in je sodeloval v raznih akcijah v času represije zaradi revolucije.

## Voditelj Madžarske
Po madžarski revoluciji leta 1956 je Kádár postal voditelj komunistične Madžarske. Kádár je prevzel oblast v kritični situaciji. Država je bila nekaj mesecev pod sovjetsko vojaško upravo. Padli voditelji komunistične partije so se zatekli v Sovjetsko zvezo in nameravali ponovno pridobiti oblast na Madžarskem. Kitajski, vzhodnonemški in češkoslovaški voditelji so zahtevali ostre represalije proti storilcem "protirevolucije". Kljub nezaupanju v novo vodstvo in gospodarskim težavam je Kádárju uspelo razmere normalizirati v izjemno kratkem času. To je bilo posledica spoznanja, da se v danih okoliščinah ni mogoče odaljiti od komunističnega vzhodnega bloka. Madžarski ljudje so spoznali, da so obljube Zahoda, da bo pomagal madžarski revoluciji, neutemeljene in da je izid določila logika hladne vojne. Madžarska je s tihim dogovorom Zahoda ostala del sovjetskega vpliva. Čeprav je bil pod močnim vplivom Sovjetske zveze, je Kádár sprejel politiko, ki je bila nekoliko v nasprotju s politiko Moskve, na primer, ko je kmetom kolektivnih kmetij dovolil precej velike zasebne parcele.
Od zgodnjih šestdesetih let prejšnjega stoletja je postopoma odpravljal Rákosijeve drakonske ukrepe proti svobodi govora in gibanja ter omilil tudi nekatere omejitve kulturnih dejavnosti. V veliko večji meri je toleriral objave samizdata kot svoje kolege. Madžari so imeli pri vsakodnevnem življenju veliko več svobode kot njihovi sosedi iz vzhodnega bloka.  
Rezultat je bil režim, ki je bil veliko manj zatiralski od drugih komunističnih režimov, še posebej v primerjavi s prvimi sedmimi leti neprikrite komunistične vladavine na Madžarskem. Vendar to ni bil v nobenem smislu liberalen režim. Komunisti so ohranili popoln nadzor nad vlado in tudi spodbujali državljane, da se pridružijo partijskim organizacijam. Državni zbor je, tako kot njegovi kolegi v drugih komunističnih državah, naredil le le potrjevanje odločitev, ki sta jih že sprejela MSZMP in njen Politbiro. Volivcem je bila predstavljena enotna lista Domoljubne ljudske fronte, na kateri je prevladovala MSZMP. Vsi bodoči kandidati so morali sprejeti program Fronte, da so kandidirali; dejansko so Kádár in njegovi svetovalci uporabili Fronto, da bi izločili kandidate, ki so se jim zdeli nesprejemljivi. Čeprav je tajna policija delovala nekoliko bolj zadržano kot njeni kolegi v drugih državah vzhodnega bloka, je bila kljub temu strahotno orodje vladnega nadzora. Madžarski mediji so ostali pod cenzuro, ki se je po zahodnih standardih štela za dokaj obremenjujočo, vendar veliko manj strogo kot v drugih komunističnih državah.
Zaradi razmeroma visokega življenjskega standarda in bolj sproščenih omejitev govora, gibanja in kulture kot v drugih državah vzhodnega bloka je Madžarska med hladno vojno na splošno veljala za eno boljših držav za življenje v vzhodni Evropi. Dramatičen padec življenjskega standarda po padcu komunizma je povzročil nekaj nostalgije glede Kádárjevega obdobja. Toda razmeroma visok življenjski standard je imel svojo ceno v obliki precejšnjega zneska 58 % BDP ali 22 milijard USD državnega dolga, ki ga je zaostal Kádár režim. Kot je bilo omenjeno zgoraj, je bila kulturna in socialna politika režima še vedno nekoliko avtoritarna; njihov vpliv na sodobno madžarsko kulturo je še vedno predmet precejšnje razprave. 
Medtem, ko je Kádárjev režim v zunanji politiki ostal strogo zvest Sovjetski zvezi, je bil njegov namen vzpostaviti nacionalno soglasje o svoji notranji politiki. V opaznem nasprotju z Rákosijem, ki je v svojih govorih na shodih večkrat izjavil, da "kdor ni z nami, je proti nam", je Kádár izjavil, da "kdor ni proti nam, je z nami." Kádár je bil prvi vzhodnoevropski voditelj, ki je razvil tesnejše vezi s socialdemokratskimi strankami Zahodne Evrope. Poskušal je posredovati med voditelji češkoslovaškega reformnega gibanja iz leta 1968 in sovjetskim vodstvom, da bi preprečil nevarnost vojaškega posredovanja. Ko pa so se sovjetski voditelji odločili posredovati, da bi zatrli praško pomlad, se je Kádár odločil za sodelovanje v operaciji Varšavskega pakta.
Med Kádárjevo vladavino se je mednarodni turizem dramatično povečal, saj so številni turisti (vključno z Madžari, ki so pobegnili leta 1956 ali prej) iz Kanade, ZDA in Zahodne Evrope, prinesli prepotreben denar na Madžarsko. Madžarska je zgradila močne odnose z državami v razvoju in prispelo je veliko tujih študentov. "Sveta krona" (v medijih jo imenujejo "madžarska krona", da bi preprečili, da bi nosila politično simboliko Horthyjevega režima ali aluzijo na krščanstvo) in regalije madžarskih kraljev so Združene države vrnile Budimpešti leta 1978.  
Kádár je bil znan po svojem preprostem in skromnem življenjskem slogu in se je izogibal samozadovoljstvu drugih komunističnih voditeljev. Čeprav osebno nikoli ni bil pokvarjen, je včasih do neke mere spregledal koruptivne posle drugih članov elite. Da bi okrepili njegovo priljubljenost, ga je šepetajoča propaganda prikazala kot popolnoma nestrpnega do korupcije svojih podrejenih. Igranje šaha je bila ena njegovih najljubših zabav. Vendar je bil navdušen lovec (pred letom 1945 je bil na Madžarskem lov za šport aristokratski hobi in ta vzorec se je nadaljeval tudi v času komunizma, ko je postal cenjena zabava in priložnost nove elite za neformalno druženje in opijanje), in je bil član izključnega lovskega društva, ki so ga sestavljali partijski voditelji in drugi veljaki. Ni pa bil močan pivec in je zahteval skromnost, ko je bil prisoten. Tudi tuji gostje so pogosto obiskovali tudi madžarske gozdove, od kubanskega Fidela Castra do nepalskega kralja, Leonid Brežnjev pa je večkrat lovil s Kádárjem. Priljubljenost tega "gospodskega športa" med komunističnimi voditelji so zaznamovale politične odločitve o lovskih ekskurzijah.
Kádár je prejel Leninovo nagrado za mir (1975–76). 3. aprila 1964 je prejel tudi naziv Heroja Sovjetske zveze. 
János Kádár je bil na oblasti na Madžarskem do "aparatskega udara" spomladi 1988, ko je pod pritiskom odstopil kot generalni sekretar zaradi naraščajočih gospodarskih težav in lastnega slabega zdravja. Na partijski konferenci v Budimpešti 22. maja 1988, na kateri je bilo odstranjenih tudi pol ducata njegovih sodelavcev v Politbiroju, je Kádár napovedal svoj odstop, uradno pa ga je na mestu generalnega sekretarja zamenjal premier Károly Grósz, ki si je prizadeval za nadaljevanje Kádárjeve politike v spremenjeni obliki, oblika prilagojena novim razmeram. Namesto tega je bil Kádár imenovan na slavnostni položaj predsednika stranke. Ni želel biti ponovno izvoljen v politični odbor, najpomembnejši organ odločanja stranke. Maja 1989, ko je frakcija mladih "radikalnih reformatorjev", ki so se odločili za popolno demontažo komunizma, Grósza in njegove sodelavce zamaknila na stranski tir, je bil Kádár, ki je bil vidno slabši, uradno popolnoma odstavljen s položaja.
12. aprila 1989 se je Kádár nepričakovano pojavil in na zaprti seji Centralnega komiteja dal razmrljiv, nepovezan govor. S "pravico zadnje besede" je želel izpovedati o svojih pogajanjih leta 1956 v Moskvi (o katerih ni nikoli javno govoril) ter o obsodbi in usmrtitvi Imreja Nagyja. Toda vse spremembe, ki so se zgodile v Vzhodni Evropi in na Madžarskem med letoma 1956 in 1989, so bile hkrati v njegovih mislih. Razlago Kádárjevih misli je ponudil Mihály Kornis, ki je predaval o Jánosu Kádárju.  

### Smrt
Po pričevanju Miklósa Németha, je Kádár nekaj mesecev pred smrtjo prosil rimskokatoliškega duhovnika, da mu pove spoved, kar so nekateri teoretizirali kot znak možnega izboljšanja in spreobrnjenja v krščanstvo.
Janos Kádár je umrl 6. julija 1989 v Budimpešti zaradi raka, v starosti 77 let. Pokopali so ga na pokopališču v Budimpešti. 
Njegov grob na pokopališču Kerepesi v Budimpešti je bil vandaliziran 2. maja 2007, ko so izkopali in ukradli številne njegove kosti, vključno z lobanjo, skupaj z žaro njegove žene Márie Tamáske. V bližini je bilo napisano sporočilo, ki se glasi "morilci in izdajalci ne smejo počivati na svetih tleh 1956–2006" (vzeto iz pesmi z naslovom "Neveket akarok hallani", ki jo je napisala rock skupina Kárpátia). Oba datuma se nanašata na madžarsko revolucijo iz leta 1956 oziroma na proteste leta 2006 na Madžarskem. To dejanje je bilo na Madžarskem sprejeto s širokim gnusom v političnem in družbenem spektru. Policijske preiskave so se osredotočile na ekstremistične desničarske skupine, ki so si želele "izvesti dejanje, ki bi povzročilo velik pok."